# Lotsa de Casha
Lotsa de Casha es un libro ilustrado de género infantil escrito por la artista estadounidense Madonna y publicado el 7 de junio de 2005 por Callaway Arts & Entertainment. La historia se centra en un galgo italiano que aprende la enseñanza de que «el dinero no puede comprar la felicidad». Madonna tomó aspectos de su vida para escribir el cuento, desde criticar el materialismo hasta su maternidad. El artista portugués Rui Paes se encargó de las ilustraciones y de la cubierta, para lo cual tomó como referencias la pintura renacentista y barroca y las obras de Caravaggio.
Lotsa de Casha fue el quinto y último de la serie de libros infantiles de Madonna y se puso a la venta simultáneamente en 110 países, con traducción en 40 idiomas. Callaway organizó una fiesta por el lanzamiento en la tienda Bergdorf Goodman de Nueva York, donde la autora leyó la obra a estudiantes de una escuela primaria. Como parte de la promoción, hizo apariciones en programas de televisión y concedió entrevistas a revistas. Tras su publicación, ingresó en el tercer puesto de la categoría infantil en la lista de los más vendidos de The New York Times. En general, obtuvo comentarios variados de los críticos y periodistas, quienes opinaron que la historia tenía algo de humor pero no coincidía con las ilustraciones de Paes, que recibió opiniones positivas.

## Sinopsis
En una tierra lejana vive un comerciante rico llamado Lotsa de Casha, que posee todo lo que el dinero puede comprar pero sigue siendo infeliz, por lo que busca la opinión de todos los médicos conocidos del lugar para tratar su miseria, aunque al final no encuentra una respuesta. Un día, luego de que su conductor le comentara sobre un viejo sabio que vive lejos en una ciudad antigua, Lotsa acude a él, quien le explica que el secreto de su felicidad es compartir su riqueza con los demás y pensar en ellos antes que en él mismo. Lotsa, que siempre había planteado sus propias necesidades primero, permanece atónito y queda escéptico ante las palabras del sabio.
Mientras explora la antigua ciudad, ve a un hombre solo esforzándose por cambiar la rueda de su auto, pero no se detiene y continúa caminando. Pronto se pierde y dos ladrones lo asaltan y lo dejan sin dinero. Angustiado, pide ayuda a un conductor que justo pasaba y se da cuenta de que es el mismo hombre que había visto antes. Este, que se hace llamar señor Forfilla, accede a llevarlo de regreso a su casa pero a cambio de que Lotsa trabaje para él. Durante el viaje, Forfilla le ordena que transporte una variedad de cosas, entre ellas sillas, mesas y ropa, a los hogares de las personas, quienes aprecian los regalos. Entonces el señor le explica lo mismo que el sabio: compartir su riqueza es la clave de la felicidad.
Una noche, mientras conduce el carruaje, el protagonista logra poner las necesidades de otra persona por encima de las suyas al entregar su manta a un mendigo que la necesitaba. Finalmente ambos llegan al palacio de Lotsa y Forfilla le confiesa que esa era su antigua casa antes de que de Casha la comprara. Siendo ahora una persona diferente, lo invita a almorzar y aprende la enseñanza de que, al compartir, no solo encuentras la felicidad, sino también un amigo.

## Antecedentes
En marzo de 2003, se anunció que Madonna y la editorial Callaway Arts & Entertainment habían firmado un acuerdo con Penguin Group para publicar una serie de cinco libros ilustrados de género infantil, con un ilustrador distinto para cada uno de ellos. Madonna expresó que cada libro «trata temas que todos los niños enfrentan. Por suerte hay una lección que [los] ayudará a convertir situaciones dolorosas o de miedo en experiencias de aprendizaje. Espero que [los libros] inspiren a niños de todas las edades, incluso a los adultos». Los cuatro que se publicaron fueron The English Roses (septiembre de 2003), Mr. Peabody's Apples (noviembre de 2003), Yakov and the Seven Thieves (junio de 2004) y The Adventures of Abdi (noviembre de 2004), de los cuales los tres primeros ingresaron en la categoría infantil de la lista de los más vendidos de The New York Times y todos ellos habían vendido en conjunto dos millones de copias. En el comunicado de prensa de The Adventures of Abdi, Callaway confirmó que la quinta y última entrega de la serie sería Lotsa de Casha, con fecha de lanzamiento para junio de 2005.

## Desarrollo

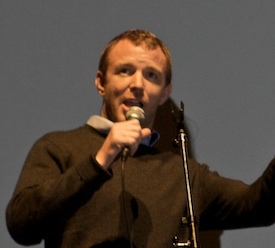
Madonna dedicó Lotsa de Casha a su entonces esposo, el director de cine británico Guy Ritchie (imagen)

Lotsa de Casha es el único de los cinco libros que cuenta con animales como personajes en lugar de seres humanos. El protagonista es un galgo italiano al estilo de las fábulas de Esopo que «solo piensa en sí mismo» y posee todo el dinero del mundo, salvo felicidad. Madonna afirmó que había un aspecto autobiográfico en cada libro infantil que escribió, y decidió plasmar algunas de sus experiencias personales en los cuentos para que los niños pudiesen comprender mejor. Ambientado en el período inicial del barroco italiano, contiene la moraleja de que «el dinero no puede comprar la felicidad» e incluye frases que toman la forma de aforismos y proverbios que se abren a la moraleja tradicional de la historia. La autora la describió «como una historia que afirma que todos podemos resistir el egoísmo y hacer algo bueno para nosotros y para los demás», y dedicó el libro a su entonces esposo, el director de cine británico Guy Ritchie, quien le ha dado «la inspiración».
En una entrevista con la revista Grazia, comentó que escribir Lotsa de Casha fue algo irónico dado que sentía que era una «parábola de su vida». La historia refleja su propio viaje de ser etiquetada como una «chica material» a ser madre. Al igual que el personaje principal —descrito por Associated Pres como «un galgo rico al estilo Scrooge»— opinó que había cambiado de ser una persona materialista: «Nunca pensé que esto me pasaría. Y créeme, el cambio es bastante reciente, en verdad. Creo que realmente inició cuando fui madre y esa es la primera vez que realmente tienes que aprender a poner a otra persona primero. Me ha llevado mucho tiempo darme cuenta de que el dinero no trae felicidad. Pasé quince años pensando en mí misma, pensando en todo desde el punto de vista de "¿qué gano yo?"». Si bien aceptó que se encontraba en una «posición muy privilegiada», aclaró que al final las cosas materiales no traen felicidad: «La mayoría de las personas muy ricas no son felices. ¿Por qué? Tienen demasiado de algo que no necesitan y no lo comparten con los demás». En otra entrevista con la revista Parenting, detalló:
Hubo un momento decisivo en mi vida cuando me di cuenta de que todo el dinero del mundo no iba a traerme felicidad y satisfacción duraderas. Cuando me di cuenta de esto, la siguiente pregunta fue «¿y ahora qué?». Descubrí que compartir con lo que se me bendijo es el camino para sentirme bien. Ahora, cada vez que me siento deprimida, me pregunto si estoy siendo egoísta en algún aspecto de mi vida.

## Diseño e ilustraciones

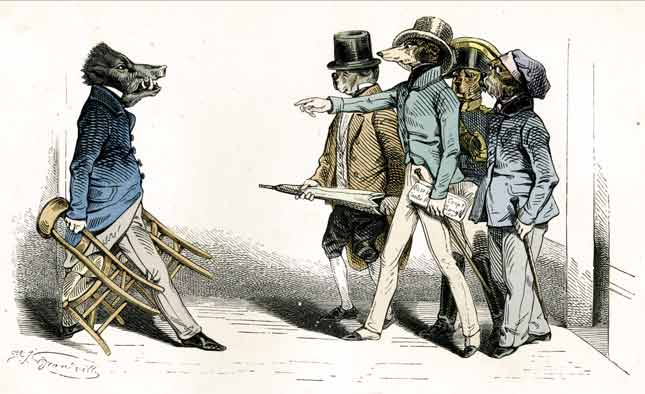
Las caricaturas de J. J. Grandville inspiraron los bocetos del ilustrador Paes para Lotsa de Casha

De acuerdo con la revista Communication Arts, Julian Waters realizó la caligrafía, mientras que el novelista japonés Toshiya Masuda la dirección artística y Krupa Jhaveri el diseño del libro. La cubierta y las ilustraciones estuvieron a cargo del pintor portugués Rui Paes, a quien Callaway contactó en febrero de 2003 después de haber visto un artículo suyo en The New York Times Magazine sobre una Singerie que pintó para el vestíbulo de un castillo en Noruega, que había impresionado a Madonna. Su primer trabajo en un libro para niños, estableció que mantendría en secreto el proyecto y la editorial le envió la versión completa de la historia; al poco tiempo se trasladó a su estudio en Londres y empezó a crear los primeros bocetos para definir y aseverar diferentes aspectos de los distintos personajes. Entre las muchas imágenes en su carpeta había pinturas de dibujos animados basadas en los animales antropomórficos que formaron parte de las caricaturas del dibujante francés J. J. Grandville. A los editores de Callaway les gustaron y se llevó a cabo la idea de los personajes principales representados como animales. Las obras se caracterizaron por tener ingenio y humor, y el objetivo del artista era «desatar» el humor y el sentido poético de Madonna. Además, introdujo juegos de palabras culturales y dobles sentidos en varias de las imágenes, como el caso del ratón alado que camina sobre una pelota dorada mientras lleva una copa y una brida, que es una alusión a Némesis, y otros ejemplos como una referencia a una de las obras del pintor alemán Alberto Durero, un autorretrato de Paes e incluso su perro.
Gracias a que Paes tuvo un «guion», la narración sirvió como una guía para las distintas composiciones y le permitió presentar una serie de pequeños personajes «extras» que ayudaron a «poblar» todo el libro, a sostener visualmente las acciones de los personajes principales y darle un fondo «más palpable» a las diferentes atmósferas. Para la cubierta tomó en cuenta el paso del tiempo, uno de los elementos más importantes dentro de la narración según el artista; para ello incluyó al sol y a la luna en la tapa y contratapa como así también en la portada, lo cual, en palabras del pintor, «no solo refleja el paso de los días sino también los cambios que ocurren con el protagonista como ser humano». La cubierta se reveló el 17 de marzo de 2005 en el sitio oficial de Madonna. Paes trabajó de diez a catorce horas por día, todos los días de la semana ininterrumpidamente, y le llevó entre un año y medio y dos finalizar todas las ilustraciones, de los cuales seis meses se dedicó al diseño y la estructuración y otros ocho a pintar en acuarela sobre el papel. Mencionó que fue tal la intensidad del trabajo que por un tiempo sufrió de dolores de espalda, por lo que Callaway le ofreció una silla Aeron y Madonna le envió a su masajista privado para una sesión de digitopuntura.
La relación laboral entre Paes y Madonna fue fructífera; el primero remarcó que ambos parecían «haber tenido una especie de conexión instantánea», ya que aquella tenía una «conciencia visual» que le permitía ver «más allá de la superficie», y añadió que el vínculo se fortaleció gracias al apoyo de Callaway, que le otorgó la libertad para que idease todo tipo de ángulos y enfoques. La cantante aprobó los distintos bocetos que había presentado y mantuvieron conversaciones durante el proceso de ilustración. Por ejemplo, le sugirió que visitara las ciudades de Siena y Roma para que obtuviese más información e incluso él vivió un tiempo en Génova, ciudad a la que se hace referencia en algunas de las ilustraciones. Estudió las obras de los pintores del Siglo de Oro neerlandés, investigó la pintura renacentista y barroca, especialmente las obras de Caravaggio, y escuchó música barroca para «aislarse del mundo exterior» y poder inspirarse más. Para crear el palacio donde vive Lotsa, inspirado en el castillo de Chantilly de París, utilizó una técnica de chinería del siglo XVIII. Toda la sala estaba dividida en dieciséis paneles de seis metros cada uno, agregó varios elementos decorativos y creó monos vestidos como en Chantilly. Sumado a ello, cuando estaba diseñando el interior de la casa del viejo sabio, que era un búho, consideró que sería oportuno crearle una familia, de manera que se contactó con la cantante y le solicitó que le enviara algunos dibujos hechos por sus hijos. Los copió de manera minuciosa y los incluyó en la escena en la que los hijos del búho hacen dibujos en la cocina. También recordó que la cantante fue la inspiración para la imagen de la esposa del sabio. Los personajes animales recibieron todas las cualidades y emociones humanas posibles, con expresiones corporales y de manos para comunicar. Paes eliminó dos imágenes de las ilustraciones finales: reemplazó la primera portada porque le pareció difícil y demasiado decorativa, y una imagen inicial del señor Forfilla en donde sostiene la linterna cuando se encuentra con Lotsa después del asalto. Cabe señalar que durante el proceso de creación, realizó un retrato de Madonna al estilo de las ilustraciones que al final no se incluyó en el libro. Titulado The Madonna of the Five Senses, es una pintura al óleo que muestra a la cantante con un sombrero de paja de pastora del siglo XVII forrado en seda púrpura y adornado con amapolas, cáscaras de trigo y una pluma de cola de faisán. En la pintura sostiene o la acompañan varios objetos y monos verdes que representan los cinco sentidos. Admitió que todo había sido un trabajo difícil pero quedó satisfecho con los resultados.

## Publicación y promoción
Bajo la distribución de Penguin Group, Lotsa de Casha salió a la venta el 7 de junio de 2005 en 110 países y se tradujo a más de cuarenta idiomas. En Estados Unidos la editorial fue Callaway, mientras que en todos los demás mercados de idioma inglés fue publicado por Puffin, el sello infantil de Penguin Group. Dirigido a niños de seis años en adelante, contiene 48 páginas en tapa dura con sobrecubierta. En el caso de Portugal, el libro se publicó el 1 de junio por Dom Quixote para que la fecha coincidiera con la celebración del Día del Niño en ese país. El evento se realizó en la Feria del Libro de Lisboa, donde acudió Paes, y se subastaron diez copias autografiadas por la cantante, cuyo dinero recaudado se destinó a la Asociación de Pares y Amigos de Niños con Cáncer. El nombre se adaptó en los países que fue publicado, como Pier de' Soldi en Italia, Pipas de Massa en Portugal o Enrico de Prata en Brasil, y en el caso de las naciones de habla española se tituló Montonese de Millonese y las editoriales fueron Planeta y Destino, con la traducción de Daniel Cortés. Todas las ganancias de las ventas del libro fueron destinadas a la organización Spirituality for Kids Foundation (Fundación Espiritualidad para los Niños), un servicio de educación y compromiso del Centro de la Cábala. Tras su publicación, ingresó en el tercer puesto en la categoría infantil de la lista de los más vendidos de The New York Times. En octubre de 2005 figuró en Five Books for Children, un CD con los cinco libros de la serie en formato de audiolibro, y en la caja recopilatoria 5 Books for Children.

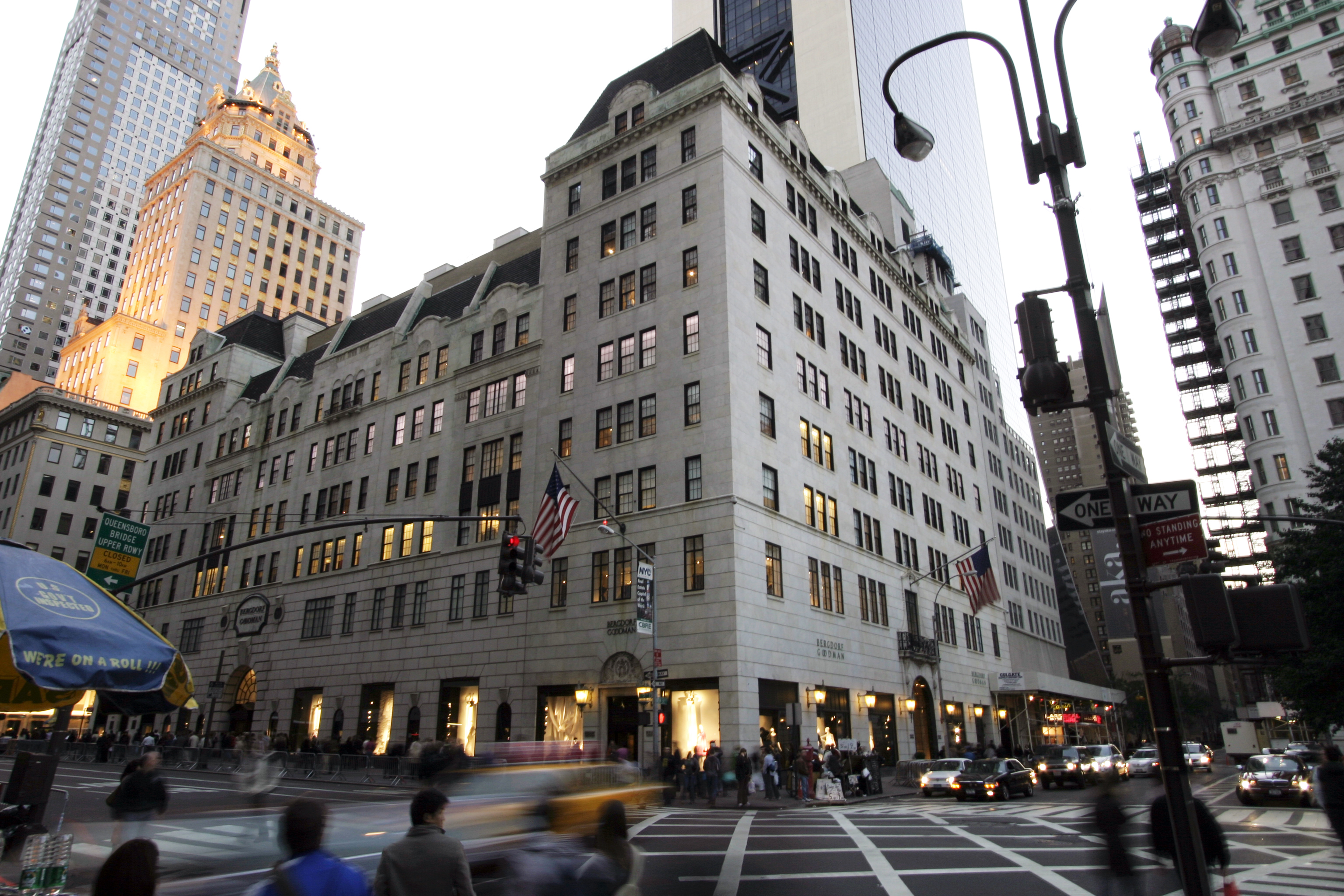
El día del lanzamiento del libro se organizó una fiesta la tienda departamental Bergdorf Goodman de la Quinta Avenida, en Nueva York

El día del lanzamiento se organizó una fiesta en la tienda departamental Bergdorf Goodman de la Quinta Avenida, en Nueva York. Asistieron más de 400 invitados, como Paes, David Copperfield, Guy Oseary y Damon Dash, entre otros, con copias firmadas de Lotsa de Casha disponibles en un precio de 75 a 81 USD, dinero que posteriormente fue destinado a Unicef. Algunos asistentes acudieron vestidos con trajes del siglo XVIII y representaron a los personajes del libro. En el evento, Madonna comentó sobre su trabajo como autora que «a los medios les gusta decir que esto es solo otro de mis disfraces, pero es mucho más intenso y profundo que eso». Según la agencia Reuters, la lectura del libro en Bergdorf Goodman «generó respuestas desconcertantes del grupo de veinticinco niños, que parecían tener dificultades para comprender la moraleja» de la historia. La promoción continuó ese mismo día en la librería Borders Time Warner Center de Nueva York, donde leyó la historia por treinta minutos a estudiantes de la primaria Saint Ann's School, del barrio residencial Brooklyn Heights, y les firmó copias del libro. Para el evento lució una blusa sin hombros negra marca Moschino, una falda ajustada y tacones de aguja del mismo color; Tatiana Delgiannakis, del New York Post, señaló que empleó un acento italiano «aceptable» cuando leía las líneas de Lotsa. También apareció en los programas The View de la ABC y Today de la NBC para hablar sobre el libro, y apareció en la portada de la revista Ladies' Home Journal para la edición de julio de 2005, donde concedió una entrevista que ocupó quince páginas.

## Recepción
En términos generales, Lotsa de Casha recibió opiniones variadas de los críticos y periodistas. Elaine Stuart de Parenting le pareció gracioso los nombres que Madonna creó en el libro, como nombrar al castillo del galgo «Flasha de Casa» y la montaña en la que está situada como «Muchadougha Mountains», detalles que creyó que harían reír a los lectores. Roy Blatchford de Books for Keeps, que lo calificó con cuatro estrellas de cinco, consideró la narración «bien escrita», la cual evita clichés y crea una serie de cameos originales «con humor y diálogos alegres, claramente influenciados por los antecedentes italianos de la autora en Nueva York». Blatchford elogió las imágenes «llamativas y muy coloridas» de los personajes y destacó el detalle «pícaro y burlón» en los rostros de los animales y el entrelazado de las palabras y las ilustraciones, repleto de rollos, bordes y florituras. Para finalizar, remarcó que la vestimenta y los paisajes atraerán a los lectores de todas las edades y aseguró que es un «libro ilustrado de primera categoría para adornar cualquier biblioteca». Janis Campbell de The Hour también alabó las ilustraciones y afirmó que es «una joya para los niños y para los fanáticos adultos de Madonna o para cualquier persona que ame un magnífico libro ilustrado para la mesa de centro».
Un editor de Publishers Weekly la llamó una «fábula tosca», pero consideró que el trabajo de Paes mejoró la historia gracias al «homenaje irónico a la pintura clásica barroca». El crítico opinó que, a pesar del «entretenimiento visual suntuoso», la historia parecía simplista y el acento «inculto» del protagonista no solo era «irritante» sino también poco característico de un caballero rico. Aunque Tatiana Delgiannakis del New York Post aprobó las imágenes «bellamente ilustradas», afirmó que estaba «salpicado de trivialidades sermoneadoras», como por ejemplo «el hecho de que algo sea caro no significa que valga la pena». Boyd Tonkin de The Independent lo nombró «totalmente egocéntrico» y un vehículo de «satisfacción personal» para Madonna, «en lugar de una virtud en sí misma». Sintió que la «bella obra de arte» de Paes mereció un «texto mucho mejor» y concluyó que la «Madonna desnuda [en referencia a su libro Sex], fiel a un cierto ideal de liberación y empoderamiento, tenía mucho más sentido moral que la Madonna en el hábito de monja [...] de sus libros infantiles». Por último, Ilene Cooper de Booklist admitió que, como muchas otras celebridades que pasan a ser autores, Madonna pensó erróneamente que podría escribir libros para niños.